# Giunio Valerio Bellicio

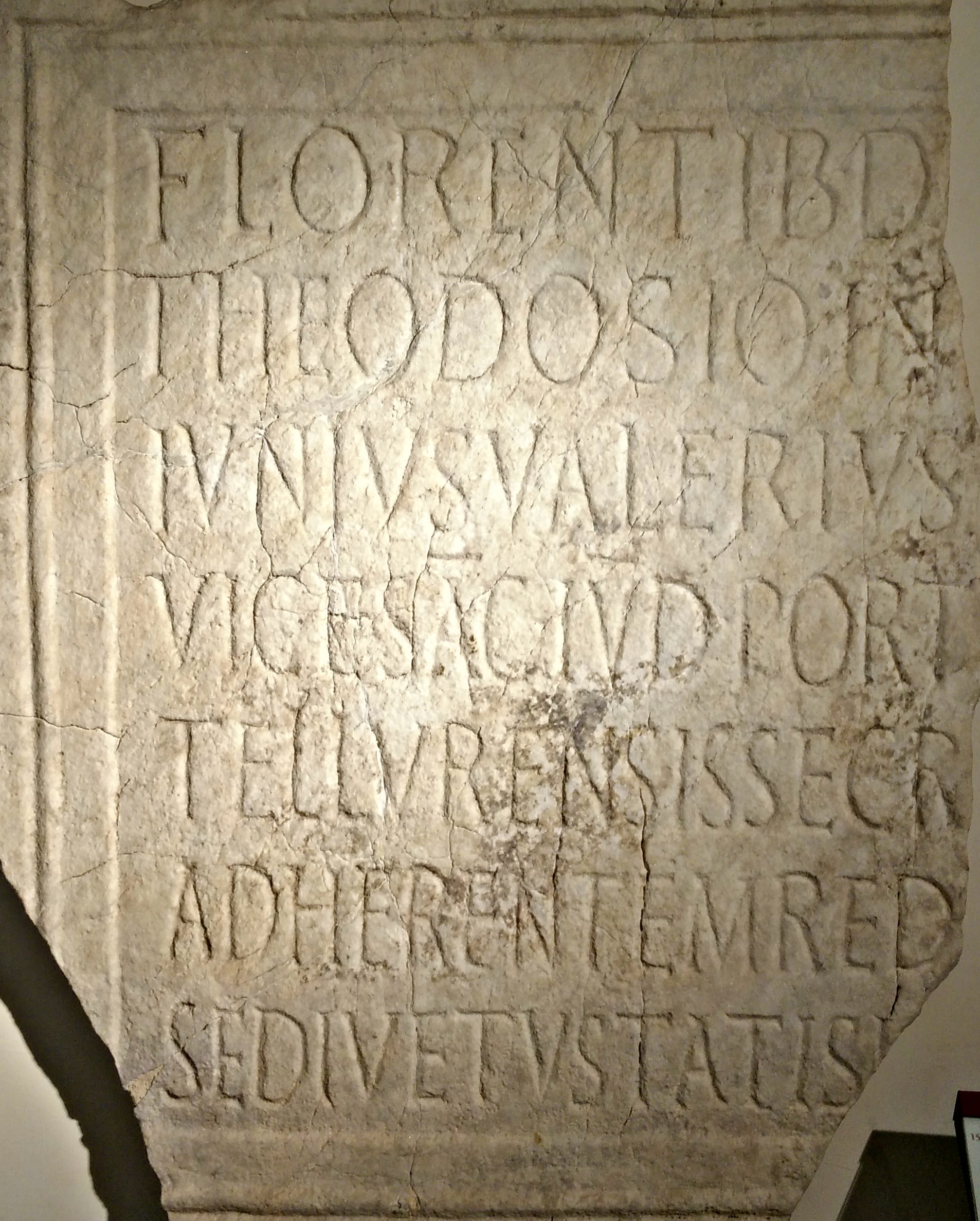
Iscrizione eretta da Bellicio in occasione del restauro degli edifici pertinenti alla prefettura urbana nei pressi del Tempio di Tellure

Giunio Valerio Bellicio (latino: Iunius Valerius Bellicius; floruit 408/423) fu un politico dell'Impero romano, praefectus urbi di Roma.
Ricoprì la carica di praefectus urbi tra il 408 e il 423 (sotto il regno congiunto degli imperatori Onorio e Teodosio II); restaurò le costruzioni pertinenti alla prefettura urbana che si trovavano nei pressi del Tempio di Tellure, sull'Esquilino; si occupò anche del restauro del Colosseo.
È possibile identificare Valerio Bellicio con tre corrispondenti di autori di cui si è conservato il corpo epistolare: infatti potrebbe essere il Valerio cui Quinto Aurelio Simmaco scrisse nel 396,, il Valerio vir inlustris e comes citato da Agostino d'Ippona e o il Bellicio con corrispose Aurelio Ambrogio o un suo parente.